# Liste der Bodendenkmäler in Bad Münstereifel
Die folgende Liste enthält die offiziellen Bodendenkmäler auf dem Gebiet der Stadt Bad Münstereifel, Kreis Euskirchen, Nordrhein-Westfalen (Stand: September 2011)
| lf. Nummer | Bezeichnung des Denkmales                     | Gemarkung/Lage               | Foto                            |
| ---------- | --------------------------------------------- | ---------------------------- | ------------------------------- |
| 1          | Begräbnisplatz Hettner, „An den Wetterhecken“ | Iversheim                    |                                 |
| 2          | „Heidentempel“                                | Nöthen                       | Römische Tempelanlage in Nöthen |
| 3          | Offener Geschützstand                         | Arloff                       |                                 |
| 4          | Wallanlage am Hochtürmer Berg                 | Houverath                    |                                 |
| 5          | Römische Kalkbrennerei                        | Iversheim                    |                                 |
| 6          | Alte Burg, „Am Quecken“                       | Bad Münstereifel             |                                 |
| 7          | Erdhaufen                                     | Hilterscheid                 |                                 |
| 8          | Burg                                          | Bad Münstereifel             | Burg Münstereifel               |
| 9          | Postenstand der ehemaligen Westwallanlage     | Hülloch                      |                                 |
| 10         | Hofwüstung „Stöckhof“                         | Arloff                       |                                 |
| 11         | Geschützstand Rodert (gelöscht 21.07.2010)    | Rodert (gelöscht 21.07.2010) |                                 |
| 12         | Zwei Bunker der ehemaligen Westwallanlage     | Rodert                       |                                 |